# Cryptanthus fosterianus
Espèce
Cryptanthus fosterianus est une espèce de plantes à fleurs de la famille des Bromeliaceae, endémique du Brésil et décrite en 1952 par le botaniste américain Lyman Bradford Smith.

## Distribution
L'espèce est endémique de l'État de Pernambouc au nord-est du Brésil.

## Description
Selon la classification de Raunkier, l'espèce est hémicryptophyte.